# Бессмертново
Бессме́ртново — опустевшая деревня в Ярославском районе Ярославской области России. Входит в состав Заволжского сельского поселения.

## География
Находится в восточной части Ярославской области на расстоянии приблизительно 25 км на северо-восток по прямой от станции Филино.

## История
В 1859 году здесь (деревня Даниловского уезда Ярославской губернии) было учтено 20 дворов , в 1898 — 23.

## Население
Численность населения: 102 человека (1859 год), 2 (оба — русские) в 2002 году, 0 в 2010.